# 香港1999年度授勳及嘉獎名單
香港1999年授勳名單1999年7月1日於憲報刊登，共有260人授勳及嘉獎，這是香港回歸以來第2份全面的授勳名單。授勳典禮於10月9日在禮賓府舉行。

## 授勳及嘉獎名單

### 大紫荊勳章
- 李澤添先生，大紫荊勳賢
- 陳方安生女士，大紫荊勳賢，JP
- 楊鐵樑議員，大紫荊勳賢，JP
- 高登爵士，大紫荊勳賢，JP（The Honourable Sir Sidney GORDON, G.B.M., J.P.）
- 浦偉士爵士，大紫荊勳賢（The Honourable Sir William PURVES, G.B.M.）

### 金紫荊星章
- 方黃吉雯議員，GBS，JP
- 李東海先生，GBS，JP
- 唐翔千先生，GBS，JP
- 孫明揚先生，GBS，JP
- 馬天敏（英语：John B. Mortimer）法官，GBS（The Honourable Mr. Justice John Barry MORTIMER, G.B.S.）
- 梁振英議員，GBS，JP
- 梁錦松先生，GBS，JP
- 陳祖澤先生，GBS，JP
- 黃匡源先生，GBS，JP
- 黃建立先生，GBS
- 廖子明法官，GBS
- 錢果豐議員，GBS，JP
- 霍羅兆貞女士，GBS，JP
- 鮑偉華法官，GBS（The Honourable Mr. Justice Noel Plunkett POWER, G.B.S.）
- 鄺漢生先生，GBS，JP
- 譚耀宗議員，GBS，JP
- 溫法德（英语：Ian Wingfield）先生，GBS，JP（Mr. Ian George McCurdy WINGFIELD, G.B.S., J.P.）

### 金英勇勳章
- 郭錦明先生，MBG
- 譚忠強先生，MBG

### 銀紫荊星章
- 方心淑博士，SBS，JP
- 王于漸教授，SBS
- 伍淑清女士，SBS，JP
- 何世柱先生，SBS，JP
- 何承天議員，SBS，JP
- 余國春先生，SBS，JP
- 李啟明議員，SBS，JP
- 狄樂能先生，SBS，JP（Mr. Brian DAGNALL, S.B.S., J.P.）
- 周永新教授，SBS，JP
- 洪承禧先生，SBS，JP[註 1]
- 胡道輝先生，SBS，JP（Mr. Barry Jonathan Clayton WOODROFFE, S.B.S., J.P.）
- 梁欽榮先生，SBS
- 許文詔先生，SBS，JP
- 陳港生先生，SBS
- 陳德霖先生，SBS，JP
- 程介明教授，SBS，JP
- 楊孫西先生，SBS，JP
- 廖柏偉教授，SBS，JP
- 潘迪生先生，SBS
- 潘國城博士，SBS，JP
- 黎明基先生，SBS，JP
- 霍震霆議員，SBS，JP
- 龍炳頤教授，SBS，JP
- 蘇國榮先生，SBS，JP
- Prof. Inga-Stina EWBANK（英语：Inga-Stina Ewbank），SBS
- Sir Edward PARKES（英语：Edward Parkes），SBS

### 銀英勇勳章
- 班立志先生，MBS（Mr. David Neil BENNETT M.B.S.）
- 張志明先生，MBS
- 陳超明先生，MBS
- 劉惠恩先生，MBS
- 譚少雄先生，MBS

### 紀律部隊及廉政公署卓越獎章
香港警察卓越獎章
- 林堅先生，PDSM

香港入境事務卓越獎章
- 蔡炳泰先生，IDSM

香港海關卓越獎章
- 潘揚光先生，CDSM

香港廉政公署卓越獎章
- 李俊生先生，IDS

### 銅紫荊星章
- 文樓先生，BBS
- 李國樑先生，BBS，JP
- 杜國威先生，BBS
- 杜國鎏先生，BBS，JP
- 周湘農先生，BBS
- 邵公全博士，BBS
- 范錦平先生，BBS，JP
- 孫大倫先生，BBS
- 容正達先生，BBS
- 栢立恆先生，BBS（Mr. Russell John BLACK, B.B.S.）
- 曹誠淵先生，BBS
- 梁剛銳先生，BBS，JP
- 梁黃文璿女士，BBS，JP
- 莊悅祿先生，BBS
- 郭國全先生，BBS，JP
- 郭賦力先生，BBS，JP（Mr. Nicholas CRAWFORD, B.B.S., J.P.）
- 陳永傑先生，BBS，JP
- 陳流芳先生，BBS，JP
- 陳遠華先生，BBS
- 陳熹先生，BBS
- 黃家樂先生，BBS（Mr. James Henry WALKER, B.B.S.）
- 鄒嘉彥教授，BBS
- 靳埭強先生，BBS
- 廖湯慧靄女士，BBS
- 蒲祿祺先生，BBS，JP（Mr. Charles Nicholas BROOKE, B.B.S., J.P.）
- 歐陽成潮先生，BBS
- 蔡根培先生，BBS，JP
- 蔡張杭仙女士，BBS，JP
- 鄧寶匡先生，BBS
- 戴禮義博士，BBS，JP
- 謝德文先生，BBS
- 簡松年先生，BBS
- 區義國先生，BBS（Mr. Robert Charles ALLCOCK, B.B.S.）

### 銅英勇勳章
- Mr. Andrew Grant McCORMACK，MBB
- 曾兆平先生，MBB
- 鄺麗妍女士，MBB

### 紀律部隊及廉政公署榮譽獎章
香港警察榮譽獎章
- 孔百德先生，PMSM（Mr. Peter Geoffrey HUNT, P.M.S.M.）
- 古樹鴻先生，PMSM
- 江承信先生，PMSM
- 艾樂善先生，PMSM（Mr. Peter George ELSE, P.M.S.M.）
- 李仲堅先生，PMSM
- 李志強先生，PMSM
- 林錦雄先生，PMSM
- 袁沛榮先生，PMSM
- 馬力先生，PMSM（Mr. Geoffrey Leonard MERRICK, P.M.S.M.）
- 張萃鏘先生，PMSM
- 梁流安先生，PMSM
- 陳炯鎮先生，PMSM
- 陳偉基先生，PMSM
- 陳麟先生，PMSM
- 曾偉雄先生，PMSM
- 葉旋先生，PMSM
- 鄒賢和先生，PMSM
- 榮麗珊女士，PMSM（Ms. Barbara Rose WILLISON, P.M.S.M.）
- 劉國禮先生，PMSM
- 蔡偉思先生，PMSM
- 鍾義智先生，PMSM（Mr. Stuart Edwin JONES, P.M.S.M.）
- 簡力恆先生，PMSM（Mr. Denis Claude CUNNINGHAM, P.M.S.M.）
- 譚國榮先生，PMSM

香港消防事務榮譽獎章
- 袁漢堃先生，FSMSM
- 畢永強先生，FSMSM
- 郭耀來先生，FSMSM
- 鄧達鴻先生，FSMSM

香港入境事務榮譽獎章
- 王兆榮先生，IMSM
- 李一鳴先生，IMSM
- 許拱辰先生，IMSM
- 陳郭綺華女士，IMSM
- 陳嘉川先生，IMSM
- 葉漢唐先生，IMSM
- 廖國強先生，IMSM
- 鄭周潔瑜女士，IMSM

香港海關榮譽獎章
- 朱青雲先生，CMSM
- 李國財先生，CMSM
- 韋志雄先生，CMSM
- 黃秀培先生，CMSM
- 謝國賢先生，CMSM

香港懲教事務榮譽獎章
- 李兆安先生，CSMSM
- 林兆強先生，CSMSM
- 張明先生，CSMSM
- 鄭文偉先生，CSMSM

香港廉政公署榮譽獎章
- 曹渭仁先生，IMS
- 鄒振龍先生，IMS
- Mr. Brian John CARROLL，IMS

### 榮譽勳章
- 文炳南先生，MH
- 方來先生，MH
- 王坤先生，MH
- 丘日謙先生，MH
- 伍德良先生，MH
- 成漢強先生，MH
- 何小湛先生，MH
- 何伯陶先生，MH
- 何景安先生，MH
- 何載昭先生，MH
- 何嘉璇女士，MH
- 余壽寧先生，MH
- 李文強先生，MH
- 李廣林先生，MH
- 李錦華先生，MH
- 林志桀醫生，MH
- 林健國先生，MH
- 林德安先生，MH
- 邱可珍女士，MH，JP
- 范鏡波先生，MH
- 孫啟昌先生，MH
- 袁士傑先生，MH
- 張榮輝先生，MH
- 張慧冲先生，MH
- 許長國先生，MH
- 陳少女士，MH
- 陳有裕先生，MH
- 陳志誠先生，MH
- 陳育文先生，MH
- 陳特楚先生，MH
- 陳國安先生，MH
- 陳嘉上先生，MH
- 陳榮光先生，MH
- 麥漢楷先生，MH
- 勞鍱珍女士，MH
- 曾紅衣女士，MH
- 曾連先生，MH
- 湯寶珍女士，MH
- 黃志坤先生，MH
- 趙鳳琴教授，MH
- 劉陳淑華女士，MH
- 劉業強先生，MH
- 潘杜泉先生，MH
- 蔣月蘭女士，MH
- 蔡德河先生，MH
- 鄧根年先生，MH
- 黎達生先生，MH
- 盧文烟先生，MH
- 謝傑圖先生，MH
- 鍾偉平先生，MH
- 鍾樹根先生，MH
- 簡浩秋先生，MH
- 鄺國威先生，MH
- 羅歐鋒先生，MH
- 蘇西智先生，MH
- 艾培理先生，MH（Mr. Rene APPEL）
- Mr. Jack Gordon Leslie SMITH，MH

### 行政長官社區服務獎狀
- 于立光先生
- 尹才榜先生
- 伍江先生
- 何永發先生
- 何李玉梅女士
- 何佩犀先生
- 何競雄女士
- 余雅妮女士
- 吳細煥女士
- 吳貴雄先生
- 呂麗冰女士
- 李成康先生
- 李流錫先生
- 李祖英女士
- 李寧中先生
- 李銳堅先生
- 沈金康先生
- 林醒帆先生
- 邱戊秀先生
- 邱美英女士
- 洪天理先生
- 胡丁有先生
- 唐濟方先生
- 徐憲清先生
- 袁永和先生
- 張民炳先生
- 張玉英女士
- 張國柱先生
- 張德忠先生
- 梁錦培先生
- 莫錦先生
- 郭益漢先生
- 陳晃先生
- 陳桂生先生
- 陳棣釗先生
- 游俊英先生
- 黃文亮先生
- 黃志強先生
- 黃國定先生
- 葉德霖先生
- 葉錦元先生
- 廖子強先生
- 廖漢和先生
- 劉偉榮先生
- 劉智輝先生
- 劉顯奇先生
- 潘小屏女士
- 蔡香蓮女士
- 黎德全先生
- 盧家亮先生
- 譚少端女士
- 關歡喜先生
- Miss Eeva Liisa Tuulikki TYNKKYNEN

### 行政長官公共服務獎狀
- 江黃健芬女士
- 余振昌先生
- 吳文華女士
- 李立新先生，JP
- 馬志堅先生
- 梁沛光先生
- 梁家明先生
- 梁煥然先生
- 郭瑪琍女士
- 覃顯民先生
- 溫順良先生
- 葛輝先生（Mr. Anthony Alan GODFREY）
- 趙漢彬先生
- 潘擇輝先生
- 鄭國強先生
- 鄭慧鳳女士
- 鄧甘滿先生